# Maud Brood
Maud Brood, född 16 december 1930 i Solna, död 27 november 2023, var en svensk konstnär.
Brood studerade vid Gerlesborgsskolorna i Stockholm och Bohuslän samt under studieresor till Lofoten, Nordnorge, Grekland, Frankrike och Rumänien. Separat har hon ställt ut på Olle Olsson-huset i Hagalund och på gallerier i Stockholm samt i Sala och Uppsala och medverkat i åtskilliga samlingsutställningar bland annat i Norge. Hon har utfört offentliga utsmyckningsuppdrag i Rocksta och Karlskrona. Hennes konst består av  människoskildringar, huskroppar, otraditionella landskapsmålningar huvudsakligen inspirerade av Nordnorge samt valörrika figur och modellteckningar. Brood är representerad vid Moderna museet i Stockholm.